# Granastyochus fulgidus
Granastyochus fulgidus är en skalbaggsart som beskrevs av Monné och Martins 1976. Granastyochus fulgidus ingår i släktet Granastyochus och familjen långhorningar. Inga underarter finns listade i Catalogue of Life.